# Редьковка (Репкинский район)
Редько́вка (укр. Редьківка) — село в Репкинском районе Черниговской области Украины. Население 39 человек. Занимает площадь 0,21 км².
Код КОАТУУ: 7424482509. Почтовый индекс: 15042. Телефонный код: +380 4641.

## История
Село находится в «зоне безусловного отселения» согласно указам Совета министров УССР
Жители села были переселены в одноименное село в Черниговском районе, построенное в период 1991—1992 года. Решением Черниговского областного совета от 30.03.1993 года центр Редьковского сельсовета был перенесён в село Губичи, сельсовет переименован на Губичский.
В 2011 году население — 12 человек.

## Власть
Орган местного самоуправления — Губичский сельский совет. Почтовый адрес: 15081, Черниговская обл., Репкинский р-н, с. Губичи, ул. Любечская, 12. Тел.: +380 (4641) 4-42-17; факс: 4-42-17.